# Henneguya ocellata
Henneguya ocellata is een microscopische parasiet uit de familie Myxobolidae. Henneguya ocellata werd in 1963 beschreven door Iverson & Yokel. 